# Кальчинівка (Маріупольський район)
Ка́льчинівка (№ 22) — село Нікольської селищної громади Маріупольського району Донецької області України. Відстань до центру громади становить близько 24 км автошляхом Н08.
Територія села межує із землями Пологівського району Запорізької області.

## Історія
Лютеранське село, засноване 1832 р. Засновники — 26 сімей із Біловезьких колоній. Лютеранський приход Ґрунау. Землі 1560 десятин (1857; 26 подвір'їв і 3 безземельних сімей), 1722 десятин. Школа. Колгосп «Фриш анс Верк» (1930).
7 (20) листопада 1917 року, відповідно до Третього Універсалу Української Центральної Ради, увійшло до складу Української Народної Республіки.
У 1925—1939 роках село входило до складу Люксембурзького німецького національного району Маріупольської округи (з 1932 — Дніпропетровської області, з 1939 — Запорізької області).

## Населення
| Рік  | Кількість мешканців |
| ---- | ------------------- |
| 1859 | 412                 |
| 1885 | 583                 |
| 1897 | 265                 |
| 1905 | 210                 |
| 1908 | 226                 |
| 1918 | 345                 |
| 1922 | 428                 |

За даними перепису 2001 року населення села становило 144 особи, з них 66,67 % зазначили рідною мову українську, 31,25 %— російську, 0,69 %— молдовську та угорську мови.